# Blumenhagen (Edemissen)
Blumenhagen ist eine Ortschaft in der Gemeinde Edemissen im Landkreis Peine in Niedersachsen.

## Geographie
Der Ort Blumenhagen liegt nördlich der Kreisstadt Peine zwischen den beiden Oberzentren Hannover und Braunschweig am Rande der Südheide.

## Geschichte
Aus Anlass des Gutsverkaufs vor dem Braunschweiger Rat wurde der Ort Blumenhagen als „Blomenhaghen“ im Jahre 1338 erstmals urkundlich erwähnt. Im Jahre 1458 ging Blumenhagen  als bischöfliches hildesheimisches Lehen an „von Rutenberg“ und blieb über 400 Jahre im Besitz verschiedener adliger Familien. 1866 verkauften die letzten adligen Grundbesitzer „von dem Bussche“ ihr Land an ortsansässige Bauern. Seit 1532 gehörte der Ort zur Gografschaft Edemissen im Amt Meinersen. Er wurde 1885 in den Landkreis Peine eingegliedert.
Der Ortsteil Klein Blumenhagen entstand etwa in der ersten Hälfte des 19. Jahrhunderts aus zwei Hofstellen nördlich des Hauptortes an der Landstraße L320 (Edemissen–Gifhorn). Anfang des 20. Jahrhunderts wurden noch vier weitere kleine Hofstellen errichtet.
1965 erfolgte der Zusammenschluss der selbständigen Gemeinden Edemissen, Alvesse, Blumenhagen, Mödesse, Voigtholz-Ahlemissen und seit 1971 auch Oedesse zur Samtgemeinde Edemissen. Im Zuge der Gebietsreform in Niedersachsen kam es am 1. März 1974 zur Bildung der Einheitsgemeinde Edemissen aus den Ortschaften der Samtgemeinde Edemissen und weiteren acht selbständigen Gemeinden.

### Einwohnerentwicklung
| Jahr               | Einwohner |
| ------------------ | --------- |
| 1821               | 199       |
| 1848               | 229       |
| 1. Dezember 1871 ¹ | 213       |
| 1. Dezember 1885 ¹ | 214       |
| 1. Dezember 1905 ¹ | 235       |
| 16. Juni 1925 ¹    | 298       |
| 16. Juni 1933 ¹    | 290       |
| 17. Mai 1939 ¹     | 304       |
| 31. Dezember 1945  | -         |
| 29. Oktober 1946 ¹ | 676       |

| Jahr                 | Einwohner |
| -------------------- | --------- |
| 13. September 1950 ¹ | 666       |
| 6. Juni 1961 ¹       | 468       |
| 1. März 1964         | 439       |
| 27. Mai 1970 ¹       | 398       |
| 1. Juli 2015         | 461       |
| 11. Mai 2021         | 467       |

¹ Volkszählungsergebnis

## Religion
Schon im frühen 16. Jahrhundert hat sich die protestantische Glaubensrichtung gefestigt. Die St. Markus-Kapelle in Blumenhagen – erstmals 1534 urkundlich erwähnt – ist die kleinste und älteste Kapelle in der Gemeinde Edemissen. Sie ist eine von insgesamt fünf Kapellengemeinden im Kirchspiel der Martin-Luther-Kirchengemeinde Edemissen. Eine Kostbarkeit stellt der Altarschrein (ca. 1400) mit seinen geschnitzten Figuren dar. Von dem ursprünglichen Flügelaltar ist nur noch das Mittelteil erhalten; die beiden Seitenflügel sind verschollen.
Eine kleine katholische Gemeinde bildete sich nach dem Zweiten Weltkrieg durch den Zuzug von Flüchtlingen und Heimatvertriebenen. Die evangelisch-lutherische Gemeinde teilte sich die Kapelle mit den Katholiken.

## Politik

### Ortsrat
Der Ortsrat, der die Ortsteile Blumenhagen und Mödesse vertritt, setzt sich aus sieben Mitgliedern zusammen. Die Ratsmitglieder werden durch eine Kommunalwahl für jeweils fünf Jahre gewählt.
Bei der Kommunalwahl 2021 ergab sich folgende Sitzverteilung:
| Ortsrat 2021Insgesamt 7 Sitze - SPD: 2 - BBM: 5 BBM: Bürgergemeinschaft Blumenhagen-Mödesse |

### Ortsbürgermeisterin
Ortsbürgermeisterin ist Imke Jeske-Werner (BBM), Stellvertreterin seit März 2019 Sabine Christl-Süper (BBM).

### Wappen
In Blau auf grünem Boden vor einem goldenen Zaun eine silbern beblätterte goldene Sonnenblume mit drei Blüten.

### Ortspartnerschaften
Blumenhagen, bei Schwedt/Oder im Landkreis Uckermark in Brandenburg

## Kultur und Sehenswürdigkeiten

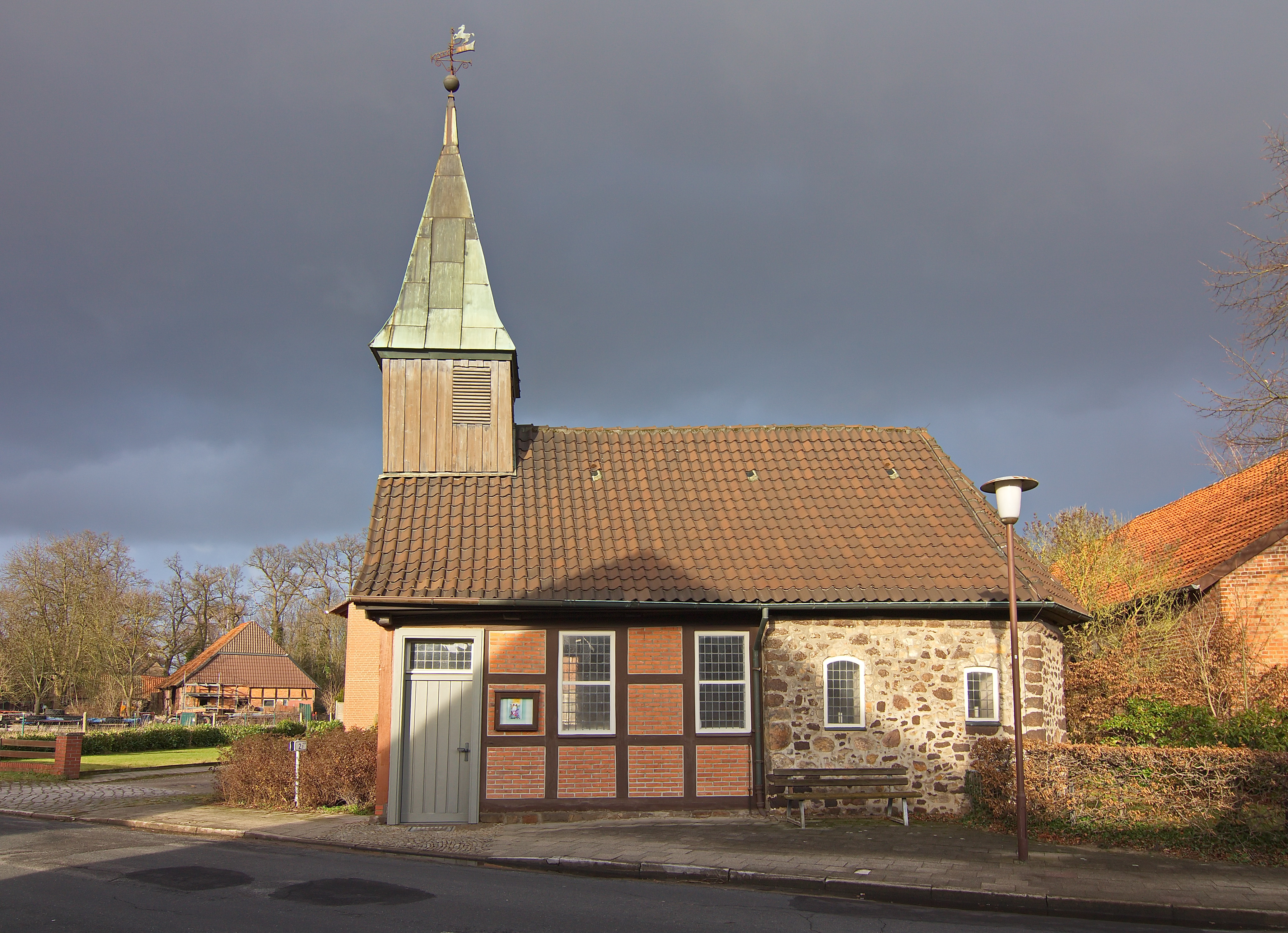
Markus-Kapelle von 1534

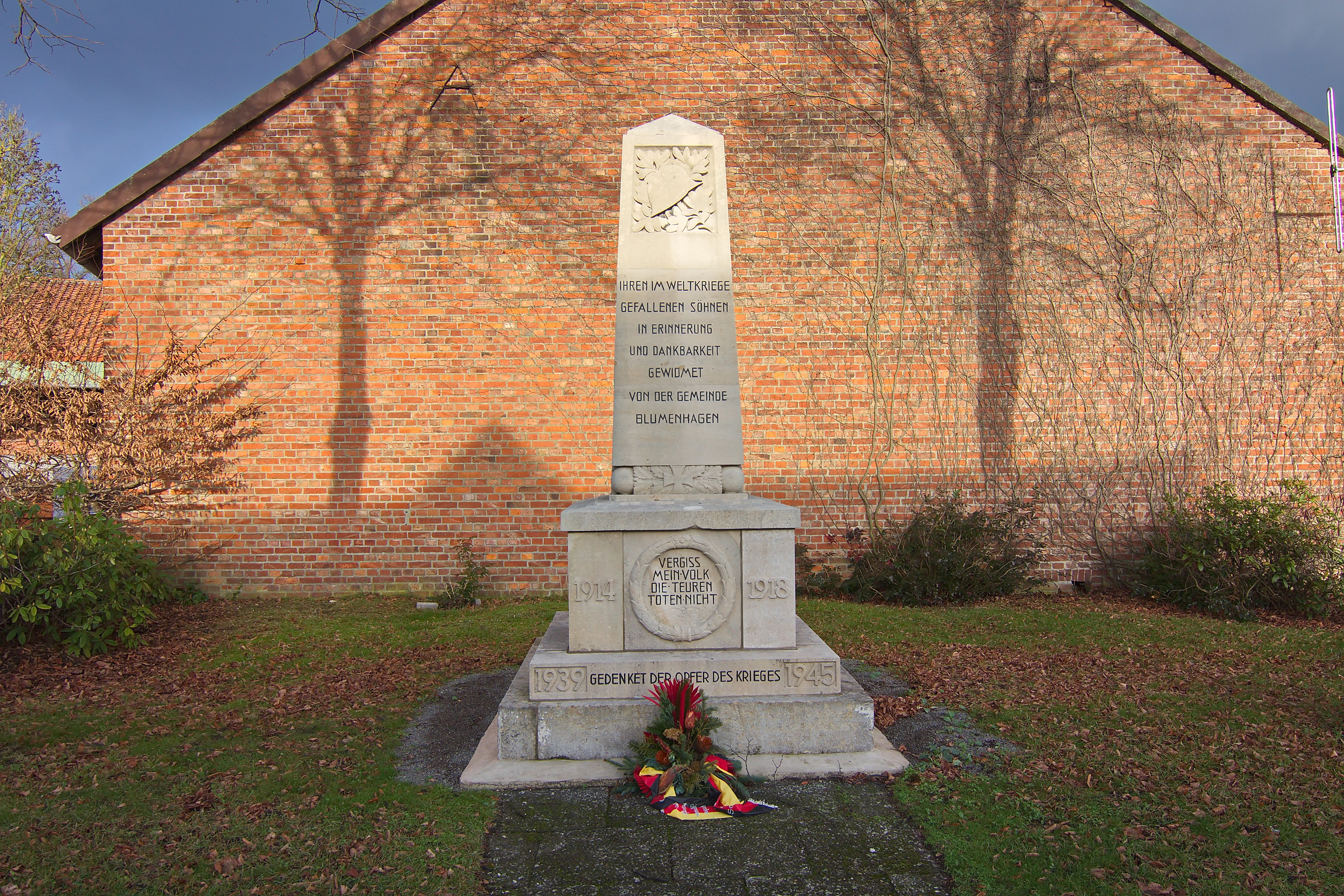
Kriegerdenkmal

- Die Errichtung der Markuskapelle erfolgte im Jahr 1534 als Bruchsteinbau. Etwa. 200 Jahre später kam es zu einer Erweiterung in Fachwerkbauweise. Bei Renovierungsarbeiten kam vor 120 Jahren unter dem Kapellendach das Mittelstück eines gotischen Flügelaltars zum Vorschein.[4]
- Der 1922 errichtete Obelisk erinnert an die Gefallenen und Vermissten der beiden Weltkriege.
- Niedersächsisches Bauernhaus Hofstelle „Könecke“ (erbaut um 1800–1850)
- Wohnhaus Hofstelle „Müller“ erbaut (1893)
- Wohnhaus „Riefling“ erbaut 1929
- Wohnhaus „Brennecke“ erbaut 1928 mit Motormühle „Boeck & Zühlke“ Betrieb 1948–1975. Seit 2011 ist das Haus eine Station der Niedersächsischen Mühlenstraße.[5]
- Seit 1978 ist das Blumenhagener Moor Landschaftsschutzgebiet im Landkreis Peine.

## Wirtschaft und Infrastruktur
Von den ehemals etwa 20 Hofstellen werden noch eine im Vollerwerb und zwei im Nebenerwerb landwirtschaftlich betrieben. Heute sind Maschinenbauer, Grafiker, Microfilmlabor, Computer, Elektronik, Versicherung ebenso wie ambulante Krankenpflege, Tierärztin vertreten.

### Bildung
Bis 1977 bestand in Blumenhagen eine Grundschule – heute das Dorfgemeinschaftshaus (DGH). Neben Kindergärten sind heute in Edemissen Grundschule (in drei Ortsteilen auch verlässliche Grundschule), Hauptschule und Realschule. In Peine sind weiterführende Schulen wie Gymnasium und Berufsbildende Schule eingerichtet.

### Verkehr
Es besteht eine Busverbindung des öffentlichen Nahverkehrs nach Edemissen und Peine. Anschlüsse an die Bundesautobahn 2 bilden die Anschlussstellen Peine, Watenbüttel-Braunschweig und Hämelerwald. Die nächstgelegenen Personenbahnhöfe befinden sich in Peine, Dedenhausen und Hämelerwald.

## Persönlichkeiten
- Günter Rodenberg (1931–2017), er gewann 1954 auf der „Grünen Woche“ in Berlin beim „Großen Preis von Deutschland“, das Springreiten in der Disziplin „Jagdspringen der Klasse SA“. An der Seite von Helga Köhler, Hans Günter Winkler und Magnus von Buchwald konnte auch der „Preis der Nationen“ vor Schweden gewonnen werden. Danach auch in der Mannschaft für den „Preis der Nationen“ in Luzern, Rom, Madrid und Paris erfolgreich.